# Cellatex
Vous lisez un « bon article » labellisé en 2012.
Cellatex SA est une ancienne société française de filature de viscose, qui a été fondée en 1981, sur la base d'une activité créée en 1902 à Givet, en Ardennes (France), et liquidée en 2000.
La fermeture de Cellatex marque la fin en France d'une filière à la fois chimique et textile, née d'approches innovantes apparues à la fin du XIXe siècle, prospère dans l'entre-deux-guerres et pendant les Trente Glorieuses. Cellatex est l'ultime raison sociale d'une entreprise qui en a changé à plusieurs reprises, à la suite des fusions, absorptions, changements d'actionnaires et restructurations.
En 2000, la liquidation judiciaire est marquée par une occupation du site de Givet, les ouvriers menaçant d'utiliser les produits chimiques pour faire sauter les installations ou polluer la Meuse. Ce mouvement assez dur rencontre un écho médiatique important et permet aux ex-salariés d'obtenir des mesures d'accompagnement plus significatives.

## Invention de la soie artificielle
Durant plusieurs siècles, on a cherché à imiter le ver à soie. Au milieu du XIXe siècle, l’évolution des habitudes vestimentaires et les difficultés d'approvisionnements en soie, à la suite des maladies de la pébrine et de la flacherie, renforcent l’intérêt de ces recherches.
Un Français, le comte Hilaire de Chardonnet, assistant de Louis Pasteur dans ses recherches sur les maladies du ver à soie, réussit à tirer profit de travaux de chimistes, tel le Suisse George Audemars. Il met au point un premier procédé industrialisable pour dissoudre la cellulose, faire passer le produit obtenu à travers une filière, et le solidifier à la sortie.
En 1890, Hilaire de Chardonnet, considéré comme le père de la soie artificielle, fonde en 1890 la « Société anonyme pour la fabrication de la soie de Chardonnet », avec des ateliers situés à Besançon. C’est la première usine produisant industriellement de la soie artificielle et exploitant le procédé à la nitrocellulose (appelé encore procédé au collodion).
Dans son prolongement, des Allemands, des Américains et des Anglais, mettent au point des procédés industriels très proches, différant dans la façon de solubiliser la cellulose et de la régénérer.
Trois principaux procédés viennent ainsi concurrencer l'approche exploitée par le comte Hilaire de Chardonnet :
- le procédé au cuivre ;
- le procédé viscose ;
- le procédé à l'acétate de cellulose.

En mars 1902, une deuxième usine est créée en France, à Givet, la Société « La Soie Artificielle » pour fabriquer la soie avec le procédé dit de la soie au cuivre. Ses fondateurs sont des acteurs de l'industrie et de la finance, à l'affût des évolutions de l'industrie textile : les familles Schlumberger, Noack-Dollfus, Jordan, Bernheim, Frémery, Herbelot, Monod, et l'économiste Edmond Théry. Le site industriel retenu est situé à trois kilomètres de la ville de Givet, au lieu-dit « les Quatre Cheminées », et à deux kilomètres de la frontière belge, le long de la route reliant Givet à Namur. Le même groupe d'actionnaires s'associe à des teinturiers lyonnais, les Gillet, pour créer une autre entreprise utilisant le même procédé, la « Soie Artificielle d'Izieux », à Izieux à côté de Saint-Chamond.
En 1911, les Gillet créent avec leur concurrent, le groupe Carnot,, une entreprise de commercialisation des textiles artificiels, le « Comptoir des Textiles Artificiels » (CTA). Ce Comptoir des Textiles Artificiels rachète également d'autres usines, dont l'usine historique de Besançon.
En 1912, les usines de Givet et d'Izieux abandonnent le procédé de la soie au cuivre pour le procédé viscose. L'usine de Besançon fait de même. La soie de viscose a l'avantage d'être obtenue à partir de la pâte de bois et de se contenter de produits chimiques peu coûteux. Son prix de revient est moindre. Au-delà de ces trois entreprises, c'est toute la filière française de la soie artificielle qui converge, peu avant la Première Guerre mondiale, vers cette technique. De 1900 à 1913, la quantité de soie artificielle produite en Europe est multipliée par dix et représente désormais, juste avant la Première Guerre mondiale, un tiers de la quantité de soie naturelle produite. La superficie des bâtiments de Givet passe de 8 000 à 21 000 m2 en dix ans. L'usine de Givet emploie 790 salariés en 1914.
À partir du 31 août 1914, Givet se retrouve en territoire occupé et l'usine est transformée en partie en hôpital, en partie en fabrique de graisse, de margarine et de conserves alimentaires. Le matériel industriel lié à l'activité textile est réquisitionné et expédié en Allemagne. Les transmissions, et les moteurs sont enlevés. Le matériel qui ne peut pas être envoyé est brisé sur place après avoir été dépouillé des parties en plomb, cuivre, bronze, etc..

## Développement du procédé viscose
La reconstitution des installations industrielles textiles de Givet commence début janvier 1919, soit deux mois après l'Armistice. En juin 1919, la direction de l'entreprise envoie une délégation en Allemagne pour tenter de récupérer le matériel réquisitionné par l'occupant pendant la Première Guerre mondiale, avec l'aide des services du ministère de la Reconstruction industrielle, destinés spécifiquement à la restitution et installés à Wiesbaden. Soixante-cinq wagons de matériels sont réexpédiés à Givet, facilitant le redémarrage de l'activité le 1er décembre 1919.

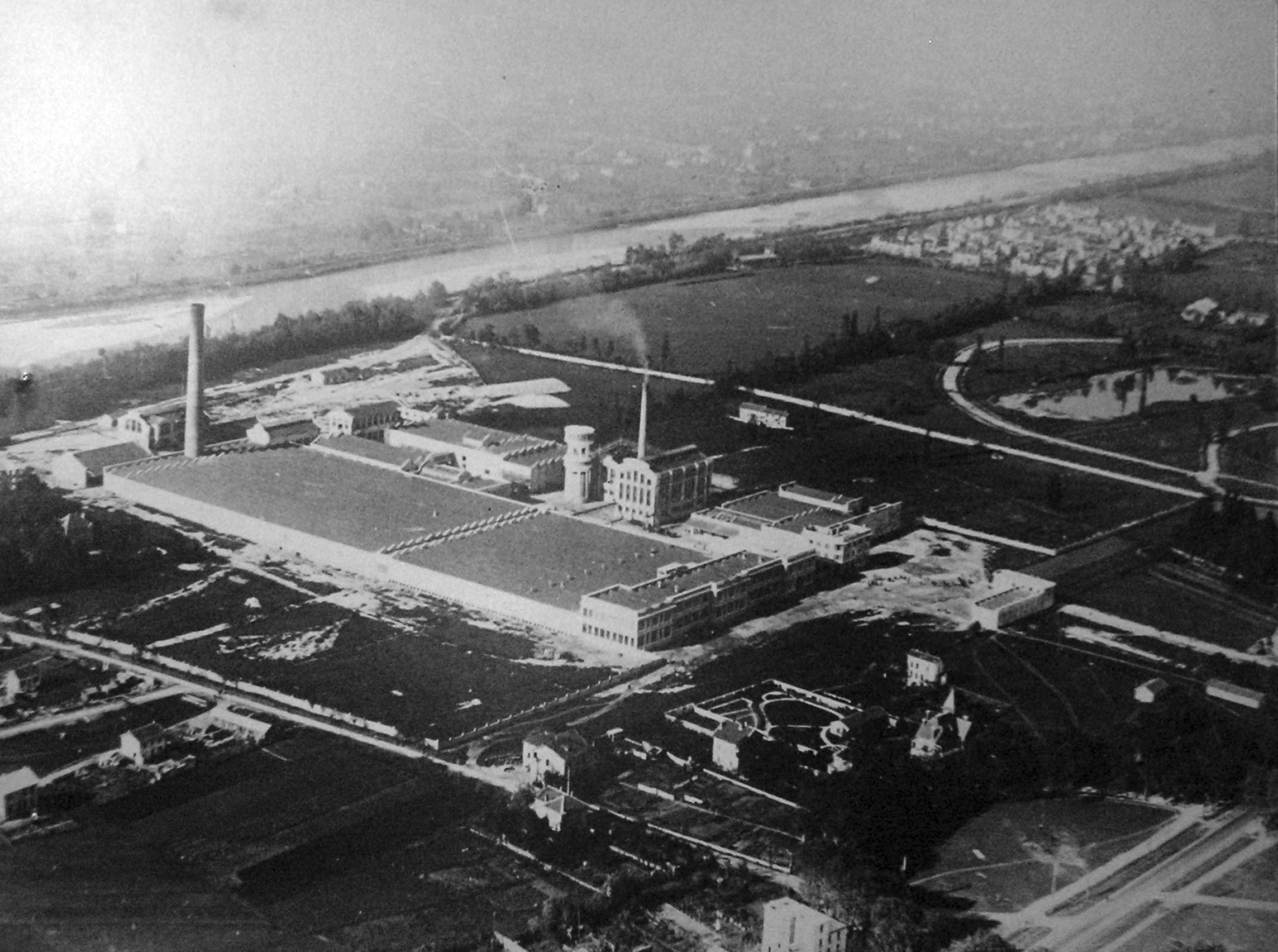
Vue aérienne des usines de la viscose d'Échirolles en 1928.

Un peu partout en France, cette même activité de fabrication de soie artificielle, un moment désorganisée par le conflit, s'amplifie. En 1920, cette production dépasse en poids celle de la production de soie naturelle. La raréfaction de la soie du bombyx, et le développement du luxe et faux-luxe dans toutes les classes sociales créent une dynamique propice à l'activité de production de viscose. Les deux entreprises de production de soie artificielle de Givet et d'Izieux, ayant pratiquement les mêmes actionnaires, fusionnent en 1922. Mais les brevets d'origine étant tombés dans le domaine public, de nouveaux producteurs apparaissent. Le nombre d'usines se densifie, une cinquantaine de sites industriels sont créés en France dont, toujours par la maison Gillet, une importante usine à Grenoble, plus précisément entre Grenoble et Échirolles,. Le site est suffisamment important pour que la Société grenobloise de tramways électriques desserve spécialement l'usine par une double voie depuis le Rondeau.
Pendant les années 1920-1930, à Givet, 300 logements sont construits à proximité, les « Cités de la Soie », ainsi qu'une chapelle en 1932. Les autocars sillonnent la région, en France et en Belgique, pour amener à pied d’œuvre les ouvriers. Lorsqu'en 1932 Georges Simenon décrit une usine à Givet, dans son roman Chez les Flamands, c'est clairement l'usine de soie artificielle, rue du Bon Secours, qui l'inspire. La fabrication du fil de soie artificielle à partir de feuilles de pâte de bois est un travail pénible, dans la chaleur, l'humidité, les acides et l'odeur « d’œuf pourri » due à l’hydrogène sulfuré.
La crise économique des années 1930 stoppe la création de nouvelles usines de soie artificielle. La période faste est finie. Des usines ferment. En 1934, une loi interdit l'appellation « soie artificielle » sous la pression des soyeurs traditionnels : le fil viscose s'appelle désormais « rayonne » (et « fibranne » lorsqu'il s'agit de fibres courtes). Durant la Seconde Guerre mondiale, l'industrie française, ne pouvant s'approvisionner suffisamment en fibres naturelles, se tourne davantage encore vers les fibres artificielles.

## Création de Cellatex
À partir de 1950, l’apparition des fibres synthétiques, nylon et tergal, et leur succès sur le marché provoquent le déclin de la soie artificielle désormais dénommée rayonne. En 1959, la « Soie Artificielle Givet-Izieux » fusionne avec la société « Viscose Française » (qui a acquis notamment l'usine de Grenoble) pour donner naissance à la « Compagnie Industrielle des Textiles Artificiels et Synthétiques ». Cette nouvelle compagnie inclut aussi le Comptoir des Textiles Artificiels et reprend l'acronyme de ce comptoir (CTA). Cette holding réunit, à la fin des années 1950, une douzaine de sites industriels fabricant de la rayonne. Face à la concurrence des textiles synthétiques, des reconversions et cessions de certains sites sont effectuées, telle l'usine de Saint-Maurice-de-Beynost. Le CTA fait bénéficier également ses différents centres industriels des innovations mises au point au sein du groupe, dès l'entre-deux-guerres sur la tenue à l'état humide des fibres de rayonne et la résistance aux lavages répétés, puis sur les fils à haute ténacité, permettant d'entrer dans de nouveaux marchés, tels les pneumatiques, ainsi que sur les fibres polynosiques, ayant une moindre sensibilité à l'eau et de meilleures caractéristiques mécaniques.
En 1971, nouvelle étape de concentration, la « Compagnie Industrielle des Textiles Artificiels et Synthétiques » fusionne avec la société Rhodia et l'ensemble est absorbé par le groupe Rhône-Poulenc. C'est l'apogée du groupe Rhône-Poulenc qui emploie 115 000 personnes dont 75 000 en France. Devenu actionnaire dominant par le jeu des fusions et des participations croisées, un descendant de la maison Gillet, Renaud Gillet, est nommé vice-président puis président-directeur-général de ce groupe. Le poids du textile représente 63 % du chiffre d'affaires. Mais le patrimoine industriel correspondant est hétérogène. Le nombre d'usines est important. Si certains centres sont relativement modernes, en particulier sur le nylon et le tergal, d'autres sont plus obsolètes, en particulier sur la viscose. À nouveau, des usines ferment ou sont revendues, notamment à Izieux, à Arques-la-Bataille, et à Vaulx-en-Velin (l'usine Tase dans le quartier du Carré de soie). Rhône-Poulenc liquide également le patrimoine foncier et immobilier détenu autour de ces usines ainsi cédées : les habitations et terrains des cités ouvrières créées dans l'entre-deux-guerres.
En 1979, malgré les fermetures et cessions effectuées, la situation économique de la branche textile de Rhône-Poulenc reste préoccupante. Un plan textile est élaboré. Ce plan redonne lieu à une série de fermetures d'usines de viscose à Roanne (usine France-Rayonne), Lyon-Vaise, etc.. Une restructuration juridique est menée. La logique de cette restructuration juridique s'appuie sur les préconisations de McKinsey qui conseille la direction de ce groupe depuis 1969 : les activités sont isolées dans des entités juridiques, ce qui permet de mieux cerner leur rentabilité réelle, elles sont ensuite groupées par divisions qui correspondent à des branches d'activités (par exemple le textile), ces divisions étant rattachées à la holding. Les décisions stratégiques à long terme sont prises par la holding et mises en œuvre par les branches, et les contrepouvoirs que devraient constituer les instances représentatives du personnel sont cantonnés dans des entités juridiques relativement segmentées.
En particulier, la société Cellatex est créée en 1981, pour la filière viscose au sein de la branche textile de Rhône-Poulenc. Cette filière organisée ainsi en une société juridique spécifique ne regroupe plus, à la suite des fermetures effectuées, que deux usines : l'usine de Givet et l'usine de Grenoble. La société a un capital d'un million de francs, un effectif de 900 personnes sur le total des deux sites, et son chiffre d'affaires est estimé à 250 millions de francs environ. Elle est dirigée par Marcel Charrin. Rhône-Poulenc Textile est alors restructuré en trois filiales : Rhovyl, Cellatex et Rhône-Poulenc Fibres.
Mais cette filière viscose s'inscrit dans une branche textile qui n'a plus le dynamisme des décennies précédentes. L'effort d'innovation et de recherche permanente, sur de nouveaux procédés et de nouveaux produits, périclite. Le nombre de brevets chute dans les années 1970 et 1980.
Autre caractéristique pesant sur les perspectives de Cellatex, les installations sont polluantes et dangereuses, pour la population vivant autour des sites et pour ses salariés. Une usine comme celle de Givet est dangereuse par les produits toxiques et explosifs qu'elle emploie. Elle est polluante par ses rejets en zinc, ses rejets en hydrocarbures et ses rejets en composés organiques volatils. Et pourtant, depuis la catastrophe de Seveso, en Italie, en 1976, une prise de conscience des responsabilités sur les risques chimiques s'amplifie d'année en année au sein des pouvoirs publics et des entreprises, mouvement auquel n'échappe pas le groupe Rhône-Poulenc.

## Fermeture du site de Grenoble
Le déclin de l'industrie textile en France et l'impact des crises économiques successives après les Trente Glorieuses ont raison de cette filière, qui n'est plus considérée par le groupe comme une activité d'avenir en France. Confronté à une concurrence de plus en plus forte, le groupe Rhône-Poulenc se place dans une stratégie de repli, n'innovant pratiquement plus, et ne renouvelant plus son appareil industriel, malgré la concentration réalisée. En 1989, après des suppressions d'emplois sur les deux sites les années précédentes, la fermeture du site de Grenoble est décidée. Le 2 mars à 17 h, l'ultime fil de viscose sort des métiers isérois. Un plan social est mis en place, consistant en 130 mutations sur d’autres sites Rhône-Poulenc en France dont les usines du Pont-de-Claix et de Champagnier, 130 départs en préretraite, 30 reconversions et 72 départs volontaires.

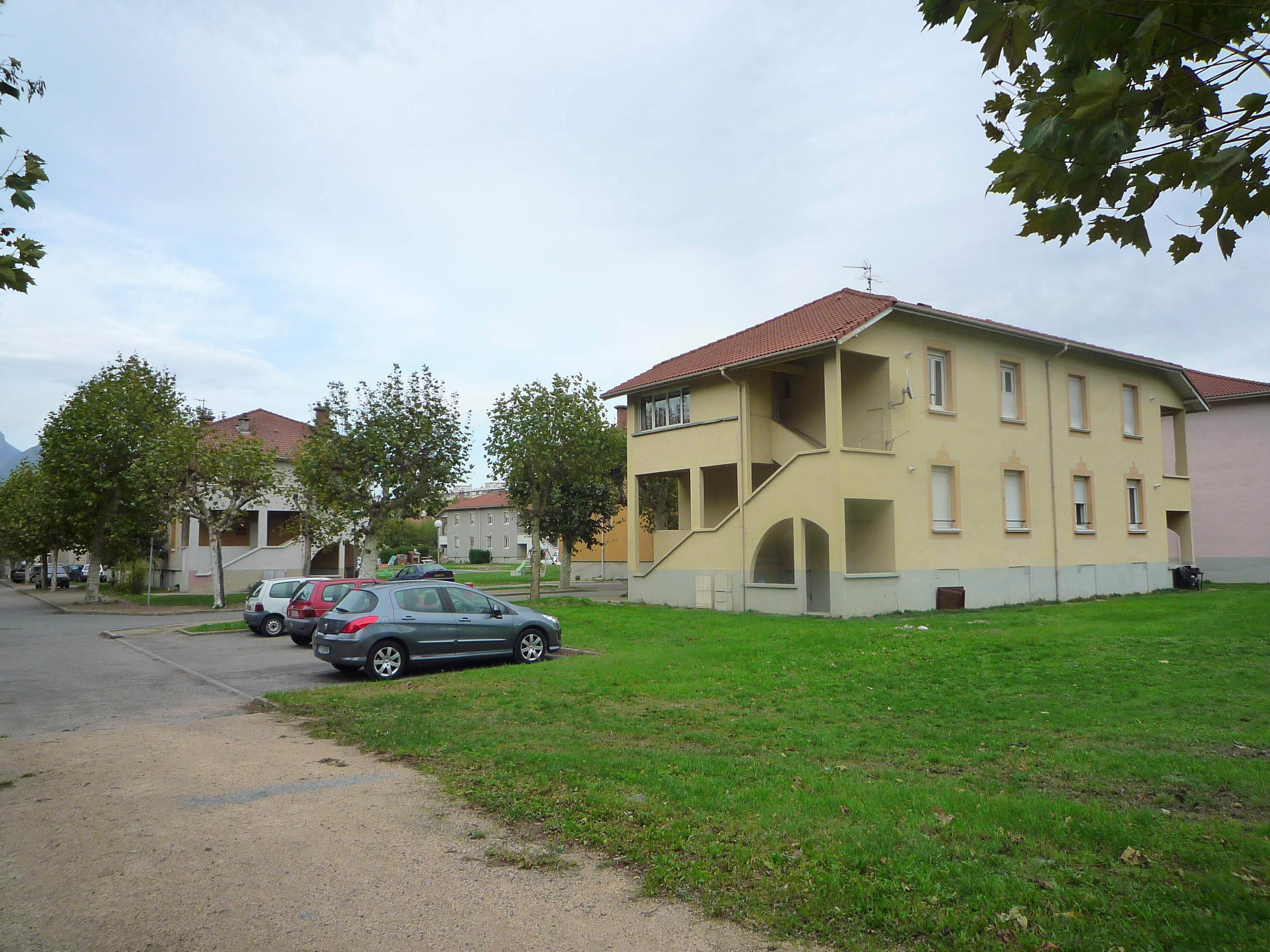
Cité de la viscose à Échirolles.

La démolition de l’usine s’effectue en trois temps. De mars à août 1989, les produits chimiques sont évacués et le site dépollué. Puis jusqu’en avril 1990, les machines sont démontées et plusieurs d’entre elles partent pour Givet. Enfin, les bâtiments sont démolis et notamment, le 13 février 1991, la grande cheminée. En juin 1991, tout est terminé. Rhône-Poulenc vend les terrains à une société d’aménagement. Les cités ouvrières sont réhabilitées, une partie est vendue aux particuliers, une autre à l'Office public d'aménagement et de construction du département de l'Isère. Parallèlement, en 1992, un Musée de la viscose est inauguré. Ce lieu de mémoire d'une histoire ouvrière, est implanté entre le site de l'ancienne usine et une des cités ouvrières fondées pour accueillir les travailleurs dans l'entre-deux-guerres, la « Cité-jardin de la viscose », et où se mélangèrent une quarantaine de nationalités différentes, Hongrois, Polonais, Italiens, Arméniens, Russes, Yougoslaves, Portugais, Algériens, Turcs, etc.,.
Dès 1982, la maison du directeur de l'usine située près de la cité Viscose avait été rachetée par la commune d'Échirolles et transformée en un musée, le Musée Géo-Charles consacré aux arts sportifs. Le site industriel proprement dit est utilisé pour l'extension d'un parc et l'implantation d'une technopole. Cette technopole appelée Technisud est destinée plus spécifiquement à des petites et moyennes entreprises innovantes, de haute technologie et non polluantes. La première implantation qui se concrétise au milieu des années 1990, est une entreprise américaine, reprenant en sous-traitance une activité de Hewlett-Packard, sur la fabrication de plaques supports de circuits intégrés et de composants mécaniques. Aujourd'hui, diverses PME sont installées sur cette technopole, plus particulièrement dans le domaine de la mécanique, ainsi qu'un établissement Rexel.

## Fermeture du site de Givet

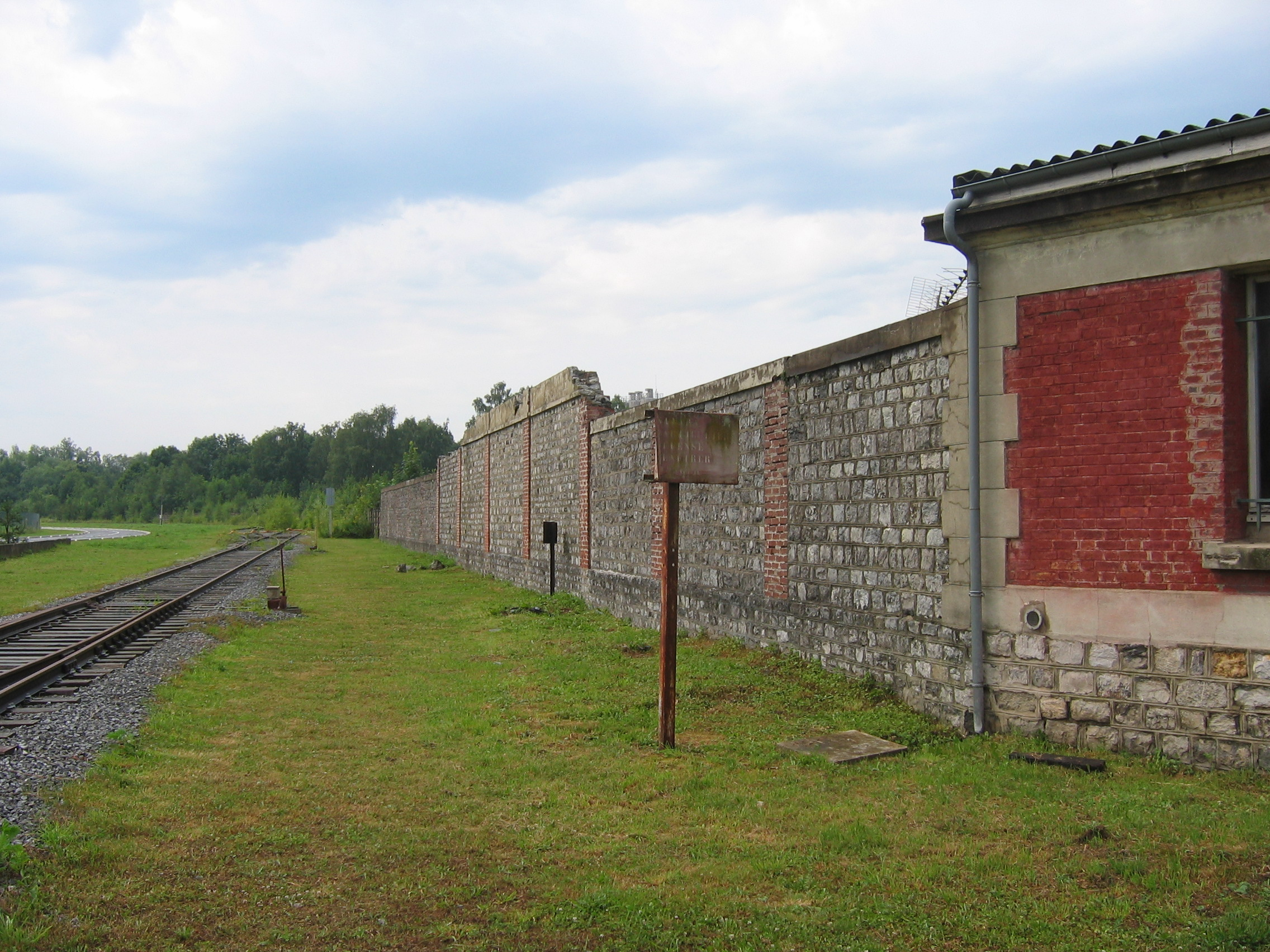
Façade de l'usine de Givet côté voie ferrée.

Finalement, Rhône-Poulenc cède la Cellatex en 1991. Le site de Givet, dernier site subsistant, maintient son activité mais connaît une série de repreneurs successifs et deux inondations de la Meuse, jusqu'à son acquisition par la société autrichienne Glansdorff. Ces repreneurs sont intéressés par les marchés que détient encore la société. L’effectif baisse de plus en plus. L'usine ne compte plus que 153 salariés à la date de sa liquidation en juillet 2000. Elle a perdu aussi ses derniers brevets, pillés par les repreneurs. Elle est la dernière entreprise de viscose, travaillant à partir de pâte à papier, pour dix-huit usines en France exploitant cette filière industrielle vingt ans plus tôt.

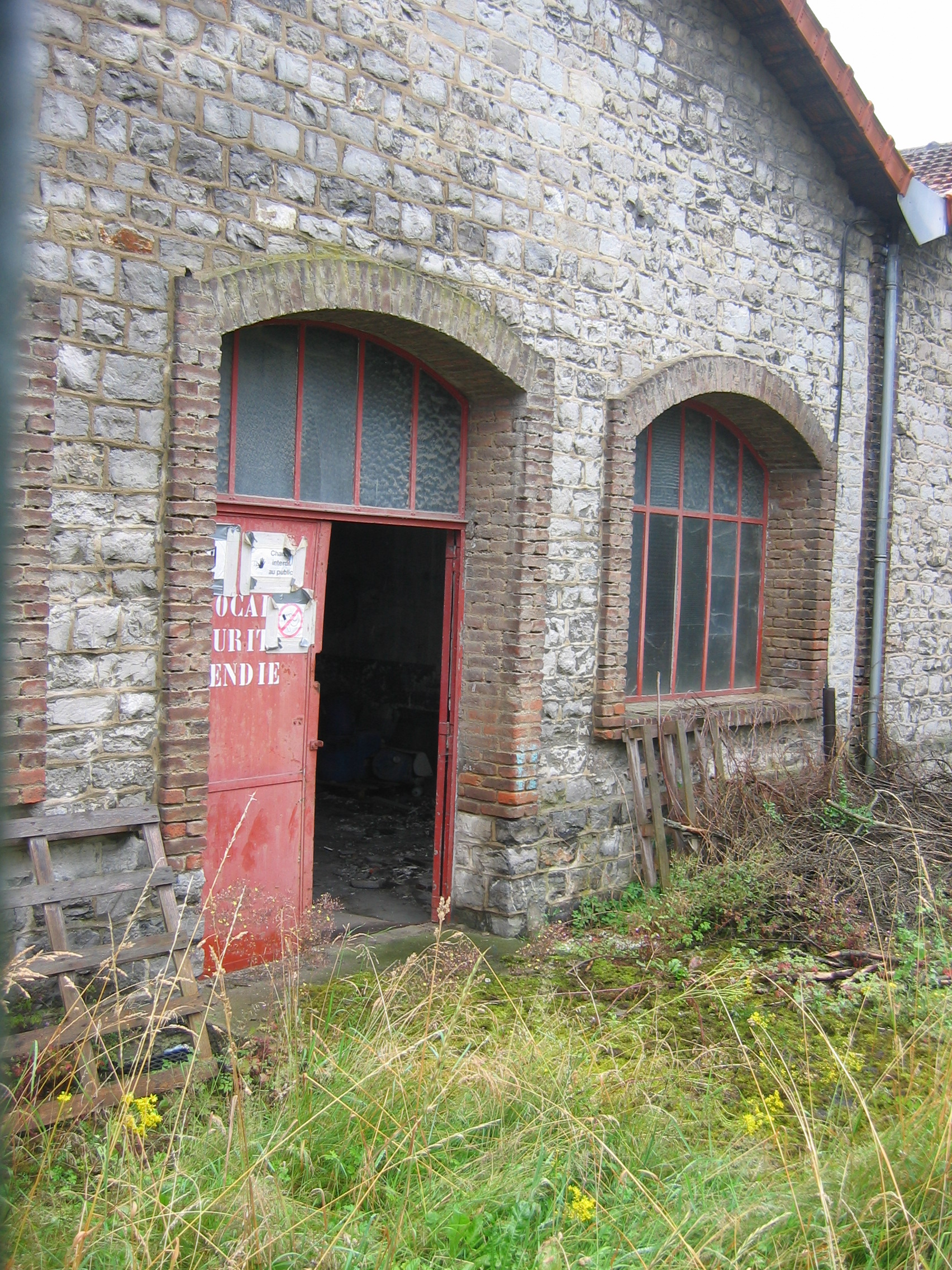
Locaux de Givet en 2012.

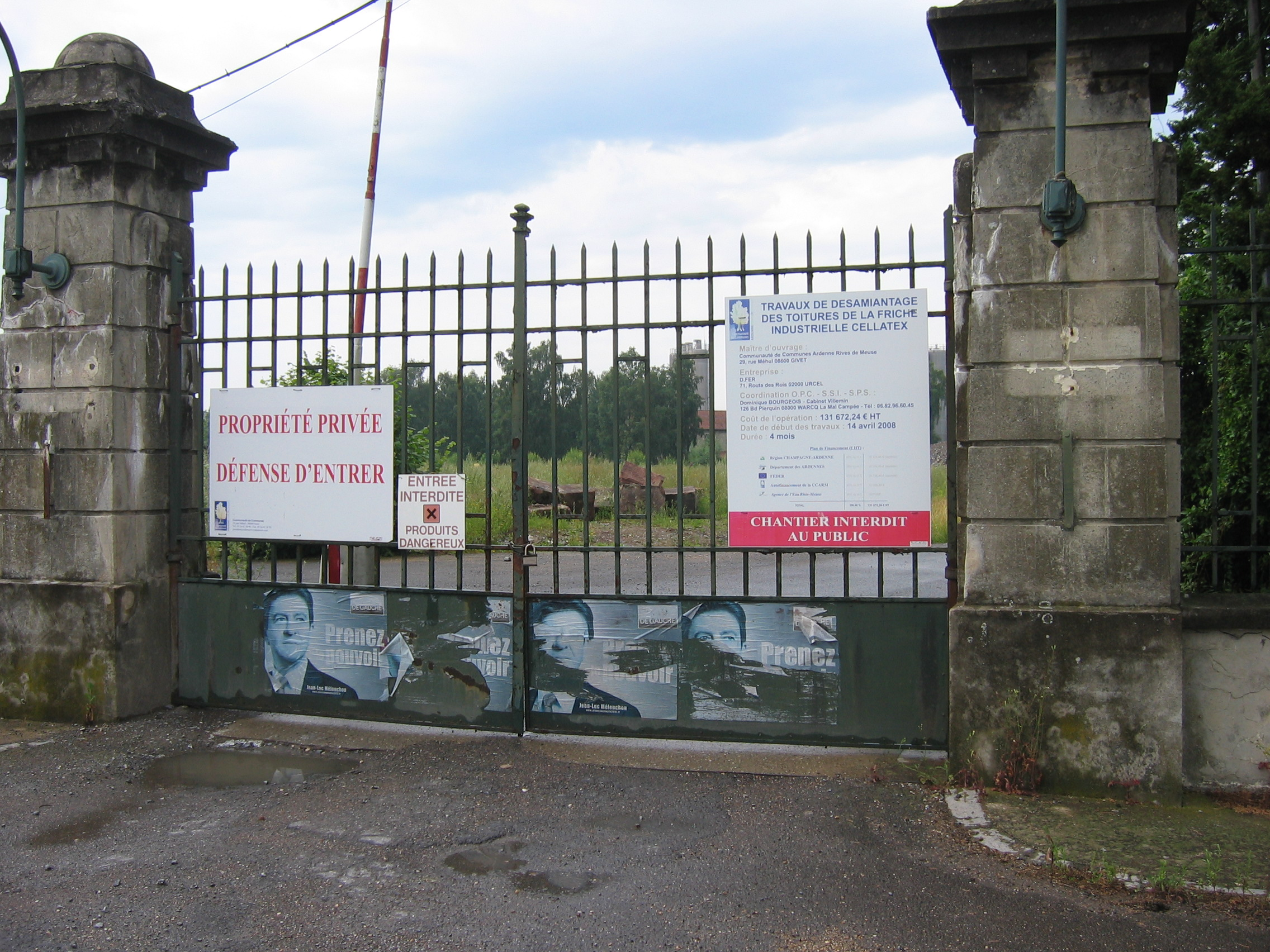
Locaux de Givet en 2012.

Le 5 juillet 2000, alors que leur employeur est introuvable depuis près d'un an, les salariés de Cellatex apprennent que la liquidation de leur société vient d'être prononcée par le tribunal de commerce de Charleville-Mézières. Cette annonce déclenche aussitôt l'occupation de l'usine. Et ce mouvement rencontre un important écho médiatique lorsque les salariés menacent d'utiliser le stock de 46 tonnes de disulfure de carbone qui se trouve dans l’usine. Y sont également entreposés 56 000 litres d'acide sulfurique et 90 tonnes de soude forte. En même temps que le GIGN, les médias français arrivent en masse sur place. Et les médias étrangers, belges, allemands, le Washington Post et les caméras de CNN. Le 17 juillet, les salariés déversent de l'acide dans la Meuse, suffisamment peu pour que l'acide reste retenu dans les canaux d'évacuation et pour éviter une pollution majeure, mais suffisamment pour montrer leur détermination, marquer les esprits et maintenir la pression sur les pouvoirs publics. Un dosage calculé, une « alchimie médiatique ».
L'acte est blâmé par une grande partie de la classe politique française, y compris à gauche, sachant que le pouvoir est alors détenu par le Parti socialiste. Associé dans une majorité plurielle au Parti communiste français, au Parti radical de gauche, au Mouvement des citoyens, et aux Verts, il détient l'assemblée législative et l'exécutif, dans une cohabitation associant le président de la République de droite Jacques Chirac et le Premier ministre de gauche Lionel Jospin. Le ministre de l'Intérieur, Jean-Pierre Chevènement déclare : « Il n'est pas acceptable que, quelle que soit la situation difficile, les salariés puissent prendre en otages les populations avoisinantes, pas davantage que les riverains de la Meuse, en France, en Belgique, en Hollande, en répandant de l'acide sulfurique dans ce fleuve ». Robert Hue, dirigeant du Parti communiste français indique qu'il comprend le désespoir des ouvriers mais les exhorte à ne pas se couper de l'opinion publique. Le porte-parole national des Verts, Denis Baupin, réagit également : « Bien sûr, nous comprenons le désespoir des salariés victimes de la libéralisation du secteur textile. Mais en détruisant une rivière, bien commun de l'ensemble des citoyens, ils sortent de l'expression démocratique de leurs revendications. ». Le ministre de l'Emploi et de la Solidarité, Martine Aubry, se démarque en affirmant que « le désespoir des hommes mérite d'être entendu », ajoutant « il ne faut pas faire de déclaration, il faut agir et c'est ce que j'essaye de faire ». En l'absence de l'actionnaire de l'entreprise, disparu, les services de l’État, notamment les équipes du préfet des Ardennes, Jean-Claude Vacher, aidé du ministère de l'Emploi et de la Solidarité, se retrouvent en première ligne dans la recherche de solutions.
L'ultime négociation commence le 19 juillet à 17 h 30 à la préfecture des Ardennes. Elle dure toute la nuit. L'attente engendrée par les résultats de cette « réunion de la dernière chance » est qualifiée d'« insoutenable » par certains médias. Le lendemain, un protocole d'accord est soumis par les délégués syndicaux aux ouvriers, qui l'acceptent. Un projet de reprise par un groupe bavarois est abandonné. « En préambule à la réunion de mercredi soir, les représentants du ministère nous ont déclaré que ce dossier leur paraissait insuffisamment fiable », précise le porte-parole des ex-salariés de Cellatex. Ces salariés ne croient plus aux repreneurs miracles et à l'avenir de leur profession. Un des fleurons industriels du département des Ardennes disparaît.
La liquidation de Cellatex provoque la mise en place d'un plan pour les Ardennes et d'un projet de revitalisation du bassin d'emploi de Givet, avec des résultats médiocres. Dix ans plus tard, un tiers des salariés restent sans emploi,  selon le cabinet de reclassement chargé de les aider, deux tiers selon les données fournies par la CGT. Les bâtiments de l'usine de Givet semblent inchangés, au sein de la Cité de la Soie. Mais ce n'est qu'en façade. La communauté de communes Ardenne-Rives-de-Meuse les a acquis en vue d'accueillir des entreprises. Les terrains ont été dépollués. Plus de la moitié des 50 000 m2 de bâtiments, notamment la centrale thermique, a été rasée en 2008. Les toits des bâtiments ont été désamiantés,. Les 55 métiers à filer ont été envoyés à la ferraille.